# Georg Majewicz
Georg (George) Majewicz (ur. 1897 w Polkowicach, zm. 1965 w Münchbergu) – niemiecki malarz.
Urodził się na Dolnym Śląsku należącym wówczas do Królestwa Prus, podstaw malarstwa uczył się we Wrocławiu w pracowni Paula Selle. Od 1923 studiował malarstwo i grafikę w Akademii Sztuk Pięknych w Berlinie, do jego wykładowców należeli Felix Ehrlich i Karl Haffner. Tworzył przede wszystkim pejzaże, ale również był znanym animalistą. Na swoich obrazach często przedstawiał zwierzęta w ich naturalnym środowisku, były to zwierzęta leśne m.in. sarny, łosie, dziki i ptaki. W latach 30. XX wieku przebywał na Pomorzu, przez pewien czas mieszkał w Szczecinie, gdzie miał swoją pracownię. Podróżował artystycznie w Karpaty, Beskidy, Alpy i po Prusach Wschodnich, był również zapalonym myśliwym. Po 1945 zamieszkał w Berlinie, a tematyka animalistyczna zdominowała jego twórczość.
W szczecińskich muzeach znajdują się liczne obrazy Georga Majewicza, ale jest on twórcą mało znanym i nie kojarzonym z tym miastem. W części opracowań niemieckich podawane są informacje, że zmarł w Berlinie w 1973.